# بخش بردفورد، شهرستان ویلکین، مینه سوتا
بخش بردفورد (به انگلیسی: Bradford Township) یک منطقهٔ مسکونی در ایالات متحده آمریکا است که در شهرستان ویلکین، مینه‌سوتا واقع شده‌است.
 بخش بردفورد ۹۲٫۰ کیلومتر مربع مساحت و ۱۱۹ نفر جمعیت دارد و ۳۰۴ متر بالاتر از سطح دریا واقع شده‌است.